# Garrett Lowney
Garrett Lowney est un lutteur américain spécialiste de la lutte gréco-romaine né le 3 octobre 1979 à Appleton (Wisconsin).

## Biographie
Lors des Jeux olympiques d'été de 2000 se tenant à Sydney, il remporte la médaille de bronzet en combattant dans la catégorie des -97 kg.